# Io, l'erede
Io, l'erede è una commedia scritta ed interpretata da Eduardo De Filippo nel 1942 ed inserita dallo stesso autore nel gruppo di opere che ha chiamato Cantata dei giorni pari.

## Trama
La scena iniziale vede una sorta di consiglio di famiglia presieduto dall'avvocato Amedeo Selciano riunitosi per commemorare la morte di Prospero Ribera, vissuto per trentasette anni nella casa come ospite del generoso padre dell'avvocato, il vecchio Selciano, da sempre benefattore dei diseredati.
Prospero Ribera aveva un figlio, Ludovico, il quale, come suo legittimo erede pretende ora,  così come era stato per il padre, di essere accolto dalla facoltosa famiglia Selciano. Di fronte al rifiuto dei Selciano Ludovico prima li accusa di aver reso il padre, con la loro ostentata magnanimità, un parassita, e poi riesce a convincerli, soprattutto perché darà loro la possibilità di continuare ad esercitare quell'opera di benefattori che dà tante soddisfazioni al loro ipocrita amor proprio, facendoli sentire in pace con la loro coscienza e dando sfogo a quel desiderio di possesso che un uomo ha sopra gli altri uomini.
Egli però sarà, come il padre,  oggetto di scherno e derisioni, quasi fosse un buffone di corte, ma in cambio vivrà alle spalle della famiglia e in più godrà dei favori di una delle donne dei Selciano, così come era già accaduto per il defunto Prospero.
Bice viene convinta da Ludovico a pretendere di più dalla famiglia Selciano, perché la loro non è carità cristiana ma generosità autocelebrativa. Ciò determina la cacciata di casa della giovane, che riceve l'incoraggiamento di Ludovico a costruirsi la propria strada in autonomia, mentre Ludovico resterà in quella casa a sopportarne le umiliazioni, perché quella è l'eredità del padre.

## Storia
Peppino De Filippo, molto sensibile ai gusti del pubblico avrebbe voluto che la commedia non fosse rappresentata ed infatti l'accoglienza degli spettatori fiorentini del Teatro La Pergola fu piuttosto tiepida. Eduardo tradusse in italiano e rivide profondamente il testo nel 1972 che in questa nuova versione ebbe successo ma egli non recitò più alcun ruolo nella commedia.

## Analisi della commedia
Eduardo si misura in questa commedia con le tematiche pirandelliane volendo però mantenere i contatti con la farsa dialettale napoletana. Vuole dimostrare come questo teatro popolare possa assumere a dignità d'arte, come sia possibile cioè la conciliazione tra un uso comico e uno drammatico del dialetto per arrivare ad un tipo di commedia dove permanessero assieme i toni comici alla Scarpetta e quelli drammatici del Teatro d'Arte.
Il tema apparentemente stravagante della commedia che cioè la beneficenza è qualcosa di vantaggioso sia per chi la fa, soddisfacendo il proprio spirito di altruismo, sia per chi la riceve è qui mescolato alla critica di una certa società borghese che per sentirsi a posto con la coscienza dona ipocritamente solo gli avanzi della propria ricchezza. Altrettanto paradossale e pirandelliana è la figura di Ludovico Ribera che ragiona con una logica tipica delle maschere di Pirandello: è lui, l'erede, in fondo che benefica la famiglia perché le dà la possibilità di presentarsi agli occhi del mondo con l'ipocrita facciata di benefattori.